# Comparaison de logiciels d'apprentissage profond
Le tableau suivant compare les cadres logiciels, bibliothèques et programmes informatiques notables pour l'apprentissage en profondeur.

## Logiciel d'apprentissage en profondeur par nom
| Nom                                       | Créateur                                                                   | 1ère publication | Licence                | Ouvert      | Plate-forme                                           | Langage                     | Interface                                                           | OpenMP                          | OpenCL                                            | CUDA                                                                        | Differentiation            | Modèles préentrainés        | Récurrent      | Convolutif         | RBM/DBNs | Parallèle                       | Actif              |
| ----------------------------------------- | -------------------------------------------------------------------------- | ---------------- | ---------------------- | ----------- | ----------------------------------------------------- | --------------------------- | ------------------------------------------------------------------- | ------------------------------- | ------------------------------------------------- | --------------------------------------------------------------------------- | -------------------------- | --------------------------- | -------------- | ------------------ | -------- | ------------------------------- | ------------------ |
| BigDL                                     | Jason Dai (Intel)                                                          | 2016             | Apache 2.0             | Oui         | Apache Spark                                          | Scala                       | Scala, Python                                                       |                                 |                                                   | Non                                                                         |                            | Oui                         | Oui            | Oui                |          |                                 |                    |
| Caffe                                     | Berkeley Vision and Learning Center                                        | 2013             | Licence BSD            | Oui         | Linux, macOS, Windows                                 | C++                         | Python, MATLAB, C++                                                 | Oui                             | Under development                                 | Oui                                                                         | Oui                        | Oui                         | Oui            | Oui                | Non      | ?                               | Non                |
| Chainer                                   | Preferred Networks                                                         | 2015             | Licence BSD            | Oui         | Linux, macOS                                          | Python                      | Python                                                              | Non                             | Non                                               | Oui                                                                         | Oui                        | Oui                         | Oui            | Oui                | Non      | Oui                             | Non                |
| Deeplearning4j                            | Skymind engineering team; Deeplearning4j community; originally Adam Gibson | 2014             | Apache 2.0             | Oui         | Linux, macOS, Windows, Android (Cross-platform)       | C++, Java                   | Java, Scala, Clojure, Python (Keras), Kotlin                        | Oui                             | Non                                               | Oui,                                                                        | Computational Graph        | Oui                         | Oui            | Oui                | Oui      | Oui                             |                    |
| Dlib                                      | Davis King                                                                 | 2002             | Boost Software License | Oui         | Cross-Platform                                        | C++                         | C++                                                                 | Oui                             | Non                                               | Oui                                                                         | Oui                        | Oui                         | Non            | Oui                | Oui      | Oui                             |                    |
| Flux                                      | Mike Innes                                                                 | 2017             | MIT license            | Oui         | Linux, MacOS, Windows (Cross-platform)                | Julia                       | Julia                                                               |                                 |                                                   | Oui                                                                         | Oui                        | Oui                         | Oui            | Oui                | Non      | Oui                             | Oui                |
| Intel Data Analytics Acceleration Library | Intel                                                                      | 2015             | Apache 2.0             | Oui         | Linux, macOS, Windows on Intel CPU                    | C++, Python, Java           | C++, Python, Java                                                   | Oui                             | Non                                               | Non                                                                         | Oui                        | Non                         |                | Oui                |          | Oui                             |                    |
| Intel Math Kernel Library                 | Intel                                                                      |                  | Propriétaire           | Non         | Linux, macOS, Windows on Intel CPU                    |                             | C                                                                   | Oui                             | Non                                               | Non                                                                         | Oui                        | Non                         | Oui            | Oui                |          | Non                             |                    |
| Keras                                     | François Chollet                                                           | 2015             | MIT license            | Oui         | Linux, macOS, Windows                                 | Python                      | Python, R                                                           | Only if using Theano as backend | Can use Theano, Tensorflow or PlaidML as backends | Oui                                                                         | Oui                        | Oui                         | Oui            | Oui                | Non      | Oui                             | Oui                |
| MATLAB + Deep Learning Toolbox            | MathWorks                                                                  |                  | Propriétaire           | Non         | Linux, macOS, Windows                                 | C, C++, Java, MATLAB        | MATLAB                                                              | Non                             | Non                                               | Train with Parallel Computing Toolbox and generate CUDA code with GPU Coder | Oui                        | Oui,                        | Oui            | Oui                | Oui      | With Parallel Computing Toolbox | Oui                |
| Microsoft Cognitive Toolkit (CNTK)        | Microsoft Research                                                         | 2016             | MIT license            | Oui         | Windows, Linux (macOS via Docker on roadmap)          | C++                         | Python (Keras), C++, Command line, BrainScript (.NET on roadmap)    | Oui                             | Non                                               | Oui                                                                         | Oui                        | Oui                         | Oui            | Oui                | Non      | Oui                             | Non                |
| Apache MXNet                              | Apache Software Foundation                                                 | 2015             | Apache 2.0             | Oui         | Linux, macOS, Windows,, AWS, Android, iOS, JavaScript | Small C++ core library      | C++, Python, Julia, Matlab, JavaScript, Go, R, Scala, Perl, Clojure | Oui                             | On roadmap                                        | Oui                                                                         | Oui                        | Oui                         | Oui            | Oui                | Oui      | Oui                             | Oui                |
| Aidge (ex N2D2)                           | CEA                                                                        | 2017             | CeCILL                 | Oui         | Linux, Windows                                        | Python, C, C++, CUDA        | Python, C++                                                         | Oui                             | Oui                                               | Oui                                                                         | Oui                        | Oui                         | Non            | Oui                | Non      | Oui                             | Oui                |
| Neural Designer                           | Artelnics                                                                  |                  | Propriétaire           | Non         | Linux, macOS, Windows                                 | C++                         | Graphical user interface                                            | Oui                             | Non                                               | Non                                                                         | ?                          | ?                           | Non            | Non                | Non      | ?                               |                    |
| OpenNN                                    | Artelnics                                                                  | 2003             | LGPL                   | Oui         | Cross-platform                                        | C++                         | C++                                                                 | Oui                             | Non                                               | Oui                                                                         | ?                          | ?                           | Non            | Non                | Non      | ?                               |                    |
| PlaidML                                   | Vertex.AI,Intel                                                            | 2017             | AGPL                   | Oui         | Linux, macOS, Windows                                 | Python, C++, OpenCL         | Python, C++                                                         | ?                               | Some OpenCL ICDs are not recognized               | Non                                                                         | Oui                        | Oui                         | Oui            | Oui                |          | Oui                             | Oui                |
| PyTorch                                   | Adam Paszke, Sam Gross, Soumith Chintala, Gregory Chanan (Facebook)        | 2016             | Licence BSD            | Oui         | Linux, macOS, Windows                                 | Python, C, C++, CUDA        | Python, C++                                                         | Oui                             | Via separately maintained package,                | Oui                                                                         | Oui                        | Oui                         | Oui            | Oui                |          | Oui                             | Oui                |
| Apache SINGA                              | Apache Software Foundation                                                 | 2015             | Apache 2.0             | Oui         | Linux, macOS, Windows                                 | C++                         | Python, C++, Java                                                   | Non                             | Supported in V1.0                                 | Oui                                                                         | ?                          | Oui                         | Oui            | Oui                | Oui      | Oui                             |                    |
| TensorFlow                                | Google Brain                                                               | 2015             | Apache 2.0             | Oui         | Linux, macOS, Windows, Android                        | C++, Python, CUDA           | Python (Keras), C/C++, Java, Go, JavaScript, R, Julia, Swift        | Non                             | On roadmap but already with SYCL support          | Oui                                                                         | Oui                        | Oui                         | Oui            | Oui                | Oui      | Oui                             | Oui                |
| Theano                                    | Université de Montréal                                                     | 2007             | Licence BSD            | Oui         | Cross-platform                                        | Python                      | Python (Keras)                                                      | Oui                             | Under development                                 | Oui                                                                         | Oui,                       | Through Lasagne's model zoo | Oui            | Oui                | Oui      | Oui                             | Non                |
| Torch                                     | Ronan Collobert, Koray Kavukcuoglu, Clement Farabet                        | 2002             | Licence BSD            | Oui         | Linux, macOS, Windows, Android, iOS                   | C, Lua                      | Lua, LuaJIT, C, utility library for C++/OpenCL                      | Oui                             | Third party implementations,                      | Oui,                                                                        | Through Twitter's Autograd | Oui                         | Oui            | Oui                | Oui      | Oui                             | Non                |
| Wolfram Mathematica                       | Wolfram Research                                                           | 1988             | Propriétaire           | Non         | Windows, macOS, Linux, Cloud computing                | C++, Wolfram Language, CUDA | Wolfram Language                                                    | Oui                             | Non                                               | Oui                                                                         | Oui                        | Oui                         | Oui            | Oui                | Oui      | Oui                             | Oui                |
| Software                                  | Creator                                                                    | Initial Release  | Software license       | Open source | Platform                                              | Written in                  | Interface                                                           | OpenMP support                  | OpenCL support                                    | CUDA support                                                                | Automatic differentiation  | Has pretrained models       | Recurrent nets | Convolutional nets | RBM/DBNs | Parallel execution (multi node) | Actively Developed |

## Logiciels associés
- Neural Engineering Object (NENGO) - Un logiciel graphique et de script pour simuler des systèmes neuronaux à grande échelle
- Numenta Platform for Intelligent Computing - Implémentation open source de Numenta de leur modèle de mémoire temporelle hiérarchique
- OpenCV - OpenCV (Open Source Computer Vision Library) est une bibliothèque de logiciels de vision artificielle et d'apprentissage automatique sous licence BSD, avec environ 18 millions de téléchargements depuis Source Forge.

## Interopérabilité entre les algorithmes d'apprentissage en profondeur
Avec le développement de divers logiciels et formats de modèles d'apprentissage en profondeur, l'interopérabilité devient un problème majeur.  
| Nom du format                           | Objectif de conception   | Compatible avec d'autres formats | Modèle DNN autonome                                   | Pré-traitement et post-traitement | Configuration d'exécution pour le réglage et l'étalonnage | Interconnexion de modèle DNN | Plateforme commune |
| --------------------------------------- | ------------------------ | -------------------------------- | ----------------------------------------------------- | --------------------------------- | --------------------------------------------------------- | ---------------------------- | ------------------ |
| Tensorflow, Keras, Caffe, Torch, ONNX , | Formation à l'algorithme | Non                              | Pas de fichiers / séparés dans la plupart des formats | Non                               | Non                                                       | Non                          | Oui                |
| ONNX                                    | Formation à l'algorithme | Oui                              | Pas de fichiers / séparés dans la plupart des formats | Non                               | Non                                                       | Non                          | Oui                |

## Voir également
- Comparaison de logiciels d'analyse numérique
- Comparaison des progiciels statistiques
- Liste des ensembles de données pour la recherche d'apprentissage automatique
- Liste des logiciels d'analyse numérique